# Nusa Serasan
Nusa Serasan is een bestuurslaag in het regentschap Musi Banyuasin van de provincie Zuid-Sumatra, Indonesië. Nusa Serasan telt 2479 inwoners (volkstelling 2010).